# Montefalco Sagrantino
Montefalco Sagrantino (voor 2009: Sagrantino di Montefalco) is een Italiaanse rode wijn met kwaliteitslabel Denominazione di origine controllata e garantita (DOCG). De wijn wordt gemaakt van 100% sagrantino druiven. De wijngaarden bevinden zich in de gemeente Montefalco en delen van de gemeentes Bevagna, Gualdo Cattaneo, Castel Ritaldi en Giano dell'Umbria in de in de Italiaanse provincie Perugia (Umbrië). Er worden een droge wijn en een zoete dessertwijn geproduceerd:
- De Montefalco Sagrantino Secco is een robijnrode, bij ouder worden granaatrode, droge rode wijn. Het is een tanninerijke volle wijn die minimaal drie jaar heeft gerijpt, waarvan minstens 12 maanden op eiken vaten.
- De Montefalco Sagrantino Passito is een intens robijnrode tot paarse, na rijping graanaatrode, zoete rode dessertwijn. Het is een wijn die op traditionele wijze gemaakt wordt van druiven die minimaal twee maanden hebben gedroogd op stromatten (strowijn). De Passito heeft ook minimaal 3 jaar gerijpt, maar er is geen verplichting tot rijping in houten vaten zoals bij de Secco.

## Geschiedenis
Door het toekennen van de DOC status aan de Montefalco wijnen in 1979 mocht ook de Sagrantino dit kwaliteitslabel voeren. Andere wijnen die tot de DOC Montefalco behoren zijn Montefalco Rosso, Montefalco Rosso Riserva en Montefalco Bianco. De Montefalco Sagrantino wijnen kregen een eigen DOCG label in 1992. De Montefalco wijnen worden beschermd door de organisatie van producenten, de Consorzio Tutela Vini Montefalco.